# L'estiu amb Monika
L'estiu amb Monika (títol original en suec Sommaren med Monika) és una pel·lícula sueca dirigida per Ingmar Bergman, estrenada el 1953 i doblada al català. Està basada en la novel·la homònima de l'escriptor suec Per Anders Fogelström.

## Argument
Harry, repartidor en una petita empresa d'Estocolm, no és verdaderament un empleat model. Entre dues carreres, s'atorga amb molt de gust pauses. És així com coneix de Monika en un petit cafè obrer. La noia aborda Harry, que es deixa convèncer de pressa pels seus encants.
L'estiu comença i els dos amants aspiren a fugir de l'argolla familiar i gaudir del bon temps. Van cap a les platges desertes d'una illa a l'altura de la capital on es diverteixen amb total despreocupació.

## Repartiment
- Harriet Andersson: Monika
- Lars Ekborg: Harry
- Dagmar Ebbesen: La tia de Harry
- Åke Fridell: El pare de Monika
- Naemi Briese: La mare de Monika
- Åke Grönberg: L'amic de treball de Harry
- John Harryson: Lelle

## Al voltant de la pel·lícula
- Presentat com una pel·lícula eròtica, Monika va ser prohibit als menors de 16 anys en la seva estrena.[cal citació]